# Francavilla Fontana
Francavilla Fontana é uma comuna italiana da região da Puglia, província de Brindisi, com cerca de 36.523 habitantes. Estende-se por uma área de 175 km², tendo uma densidade populacional de 209 hab/km². Faz fronteira com Ceglie Messapica, Grottaglie (TA), Latiano, Manduria (TA), Oria, San Marzano di San Giuseppe (TA), San Michele Salentino, Sava (TA), Villa Castelli.

## Demografia
| Variação demográfica do município entre 1861 e 2011                               |
|                                                                                   |
| Fonte: Istituto Nazionale di Statistica (ISTAT) - Elaboração gráfica da Wikipedia |